# Peter To Rot
São Peter To Rot (5 de março de 1912 - 7 de julho de 1945) foi um católico de Papua-Nova Guiné que serviu como catequista em sua aldeia e foi encarregado da paróquia local durante a Segunda Guerra Mundial, quando as forças imperiais japonesas ocuparam a região. Ele defendeu os valores religiosos diante da opressão japonesa e realizou serviços pastorais secretos. To Rot era casado desde 1936 e era um crítico ferrenho da poligamia, permitida pelos japoneses. Ele foi assassinado em 1945.
Reconhecido como mártir, a sua beatificação foi celebrada na Papua-Nova Guiné em 1995. A sua canonização foi aprovada em 2025, se tornando o primeiro santo papuásio.

## Biografia

### Educação e casamento
Peter To Rot nasceu na ilha de Nova Pomerânia, na então Nova Guiné Alemã, como o terceiro de seis filhos de Angelo Tu Puia (o respeitado chefe da aldeia) e Maria Ia Tumul, que se converteram ao catolicismo em 1898, logo após a chegada dos primeiros missionários à região.
Seu pai lhe ensinou o básico do catecismo e o enviou para a escola da missão local em 1919, apesar do fato de que a educação não era uma obrigação na época.
Em 1930, o pároco de Rakunai perguntou a seu pai se ele permitiria que To Rot começasse seus estudos para o sacerdócio. Seu pai disse que seria mais apropriado se seu filho estudasse para se tornar catequista. Em 1930, Peter começou seus estudos no Colégio Saint Paul dos Missionários do Sagrado Coração em Taliligap, após o qual foi comissionado como catequista para a paróquia de Rakunai em 1933, quando o bispo local lhe deu a cruz de catequista. Tot então retornou à sua aldeia, onde passou a auxiliar o Padre Laufer. Ele era um excelente professor e organizador de aulas para as pessoas, e carregava consigo uma Bíblia o tempo todo.
Em 11 de novembro de 1936, ele se casou com Paula Ia Varpit e o casal teve três filhos; um morreu ainda bebê e outro morreu logo após a guerra. Seu último filho viveu até a velhice e nasceu após a morte de To Rot.  O casal se casou em uma igreja, embora alguns costumes locais e tradicionais tenham sido observados.

### Catequista
Assim que as forças japonesas ocuparam o país em março de 1942, seus soldados internaram todos os missionários estrangeiros. O pároco deixou To Rot encarregado de sua paróquia e, como resultado disso, tornou-se seu líder ativo. Nessa função, ele cuidava dos doentes e pobres, além de educar os convertidos. No final de 1943, as autoridades japonesas restringiram os serviços religiosos e, alguns meses depois, os proibiram totalmente. Mas To Rot continuou a realizá-los em segredo, apesar do medo daqueles ao seu redor. A destruição da igreja pouco tempo depois o fez construir uma "igreja no mato" fora da vila para realizar serviços secretos; ele manteve registros de batismos e casamentos lá.
To Rot enfrentou um dilema moral quando os japoneses legalizaram a poligamia com a intenção declarada de obter a colaboração dos chefes das aldeias e da população local. Por se opor veementemente à prática, foi declarado um antagonista "maligno e pouco cooperativo", não apenas dos japoneses, mas também dos colaboradores locais.
O catequista foi preso por se intrometer na tentativa de um oficial de ter mais uma mulher. To Metepa era um policial católico já casado, que trabalhava para os japoneses; ele cobiçava a esposa de um protestante, chamada Ia Mentil. O pai de Mentil e To Rot impediram Metepa de sequestrar Mentil como sua segunda esposa e o oficial furioso denunciou o catequista ao seu superior Kueka; este convocou To Rot e ordenou que ele cessasse suas atividades pastorais. Enquanto isso, Metepa e outro homem, apreenderam Mentil e espancaram seu marido. Mas To Rot e o chefe da aldeia conseguiram encontrar Mentil e levá-la de volta para Rakunai. Depois, um casal o denunciou e a polícia o prendeu, após encontrar objetos religiosos em uma busca domiciliar.
To Rot foi levado para a sede da polícia, onde o chefe da polícia Meshida perguntou se ele estava pregando, ao que o catequista confirmou. Meshida o espancou no rosto e na nuca e ordenou que ele fosse preso. O chefe metodista de Navunaram e o chefe de Rakunai não conseguiram sua libertação. Ele confidenciou à sua mãe que morreria, mas garantiu a ela que estava mais do que preparado para morrer se esse fosse o caso; ele foi trancado em uma cela pequena e sem janelas. To Rot foi condenado a dois meses de prisão no campo de concentração de Vunaiara. Ele era visitado na prisão por sua mãe idosa e sua esposa. Em uma de suas últimas visitas, To Rot disse à mãe: "a polícia me disse que o médico japonês virá me dar um remédio. Suspeito que seja uma farsa. Na verdade, não estou doente e não consigo entender o que tudo isso significa." Peter pediu a sua esposa para trazer suas roupas do serviço religioso, pois queria morrer vestido de catequista.

### Morte
Apesar das precauções dos japoneses, outro prisioneiro conseguiu ver a sala bem iluminada para onde Peter fora chamado após a chegada do médico. O médico aplicou uma injeção em Peter, depois algo para beber e, por fim, tampou seus ouvidos e nariz com algodão. Então, o médico e dois policiais o fizeram deitar. Peter foi tomado por convulsões e parecia estar tentando vomitar, mas o médico cobriu sua boca e a manteve fechada. Após um tempo convulsionando, Peter caiu inconsciente e, após um longo tempo, deu seu último suspiro. No dia seguinte, a um velho amigo da família, os japoneses responderam que o prisioneiro morrera de uma infecção secundária. Enquanto isso, informaram a família e devolveram o cadáver para o sepultamento, que ocorreu em silêncio, sem rito religioso.
A imensa multidão que assistiu ao sepultamento, apesar da presença da polícia japonesa, imediatamente considerou Peter um mártir, sendo conhecido na língua tolai como "A martir ure ra Lotu", "Um mártir pela fé".

## Canonização
O processo de beatificação teve início em 14 de janeiro de 1986, após a Congregação para as Causas dos Santos emitir o "nihil obstat" oficial para a causa e intitulá-lo Servo de Deus; a fase diocesana formal, na arquidiocese de Rabaul, ocorreu de 21 de janeiro de 1987 a 30 de março de 1989. Em Roma, a Congregação validou este inquérito em 2 de junho de 1989 e, em seguida, recebeu o dossiê Positio da postulação da causa em 1991. Teólogos aprovaram o conteúdo do dossiê em 26 de junho de 1992, assim como os membros da Congregação em 1º de dezembro de 1992. Sua beatificação recebeu a aprovação do Papa João Paulo II em 2 de abril de 1993, após o papa confirmar que To Rot havia sido morto "in odium fidei". João Paulo II beatificou To Rot em 17 de janeiro de 1995 durante sua visita à Papua-Nova Guiné.
Após sua beatificação, sua fama de santidade e os relatos de milagres cresceram não apenas em Papua-Nova Guiné, mas também nas Ilhas Salomão e na Austrália. Em 2008, foi incluído entre os padroeiros da Jornada Mundial da Juventude em Sydney.
O Papa Bento XVI, em 2012, encorajou todos os casais a olharem para o "exemplo de coragem" de To Rot e mais tarde enviou o Cardeal Joseph Zen Ze-kium para participar das celebrações em Rabaul para marcar o centenário do nascimento do catequista. O papa havia discutido To Rot em sua reunião "ad limina" com os bispos de Papua em 9 de junho de 2012, enquanto o Arcebispo de Rabaul, Francesco Panfilo, emitiu uma carta pastoral naquela época abordando a vida e o exemplo de To Rot.
Em 31 de março de 2025, o Papa Francisco promulgou um decreto do Dicastério para as Causas dos Santos anunciando a canonização de Pedro To Rot. No consistório ordinário público de 13 de junho de 2025, o Papa Leão XIV decretou a data da canonização em 19 de outubro de 2025.